# Faringe
La faringe (gr. φάρυγξ pharynx) è il canale muscolo-membranoso del cavo orale che si connette con la cavità nasale, l'esofago, la laringe e l'orecchio medio.
La faringe è un organo presente sia nei vertebrati sia negli invertebrati, sebbene la struttura differisca a seconda della specie. Negli esseri umani la faringe è parte dell'apparato digerente e di quello respiratorio ed è importante per la fonazione. La faringe umana è convenzionalmente divisa in tre sezioni: il rinofaringe (o nasofaringe), l'orofaringe e la laringofaringe (o ipofaringe), da non confondersi con la laringe, primo tratto delle vie respiratorie proprie.

## Disposizione e rapporti
La faringe costituisce la parte della gola situata immediatamente dietro la cavità nasale e orale, sopra l'esofago e la laringe e davanti alle vertebre cervicali (al livello del collo).

### Muscoli della faringe

#### Muscoli intrinseci
La componente muscolare della faringe è costituita da un sistema complesso di muscoli. Di norma si descrive per sommi capi la faringe affermando che la sua tonaca muscolare è paragonabile a quella di tre coni rovesciati inseriti l'uno nell'altro, dove i tre coni sono, dal più superiore al più inferiore, i muscoli costrittore superiore, costrittore medio e costrittore inferiore.
Essi hanno la funzione di costringere (accorciare) la faringe.

#### Muscoli estrinseci
I muscoli esterni della faringe la collegano ad altre strutture anatomiche, e facendo perno su di esse la muovono in diverse direzioni.
- Il muscolo salpingofaringeo origina dal margine inferiore della cartilagine della tuba uditiva, nella rinofaringe, si dirige inferiormente e le sue fibre si uniscono a quelle del muscolo palatofaringeo e del muscolo costrittore superiore della faringe. In vivo è ricoperto da mucosa e forma la piega salpingofaringea. È irrorato dal ramo palatino ascendente dell'arteria facciale, dal ramo palatino maggiore dell'arteria mascellare interna e dal ramo faringeo dell'arteria faringea ascendente. È innervato dal nervo accessorio (XI). La sua funzione è quella di innalzare la faringe e di aprire la tuba uditiva.
- Il muscolo stilofaringeo è triangolare, lungo e sottile, origina dalla base del processo stiloideo dell'osso temporale, si porta infero-medialmente allargandosi progressivamente e inserendosi tra i muscoli costrittore superiore e costrittore medio, altre fibre si uniscono al muscolo palatofaringeo. È irrorato dal ramo faringeo dell'arteria faringea ascendente e innervato dal nervo glossofaringeo. La sua funzione è l'elevazione di faringe e laringe.
- Il muscolo palatofaringeo origina dall'aponeurosi palatina tra palato molle e palato duro. I due muscoli controlaterali sono separati tra loro dall'inserzione del muscolo elevatore del velo palatino. Discende inferiormente e lateralmente formando un arco e ricevendo fibre dal muscolo salpingofaringeo e dal muscolo stilofaringeo, per poi inserirsi sul margine posteriore della cartilagine tiroidea.

## Struttura
Un organo deve avere pareti proprie che determinano proprie cavità (es. vasi sanguiferi, muscoli, ossa, organi parenchimatosi). La faringe non è un vero organo, inteso con questa accezione, in quanto non è delimitata da pareti proprie. Ci sono altri organi che si affrontano e avvicinano alla faringe, che danno “in prestito” pareti alla faringe. Per osservare la faringe, non la possiamo isolare come organo a sé, ma dobbiamo necessariamente avere una sezione in cui si osservino tutti gli organi che nell'affrontarsi delimitano la cavità faringea, prestandosi a fare da parete alla faringe. Dovremmo parlare quindi non di un organo, ma di una cavità faringea o di uno spazio mucoso presente nello spazio viscerale impari mediano, che per altro comunica con altri spazi mucosi presenti nella parte facciale della testa.
Nell'uomo la faringe è un canale muscolo-mucoso, impari e mediano del collo; ha la forma di un cono rovesciato, con l'apice rivolto inferiormente e la base superiormente. È lunga mediamente dai 12 ai 14 cm con una larghezza variabile principalmente in base al tono muscolare. Origina alla base del cranio, all'altezza delle coane con l'apertura superiore faringea costituendo la rinofaringe; scende poi all'altezza dell'istmo delle fauci nell'orofaringe, termina infine con la laringofaringe all'altezza di C6 dove si continua a pieno canale nell'esofago. La faringe rappresenta un importante crocevia anatomico e funzionale tra gli apparati digerente e respiratorio, considerato il passaggio sia del bolo sia dell'aria all'interno del canale faringeo. Presenta nel suo epitelio organi linfoidi che garantiscono difesa aspecifica contro eventuali agenti patogeni. Essa prende rapporto, dall'alto in basso, con le coane, il palato molle, l'ugola, l'istmo delle fauci, l'epiglottide, l'adito laringeo, la faccia posteriore delle cartilagini aritenoidi, la faccia posteriore della cartilagine cricoide e con i muscoli associati a queste strutture. La faccia posteriore è continua ed è in rapporto con lo spazio retrofaringeo e con la fascia cervicale profonda. Le pareti laterali si pongono in relazione con lo spazio faringomandibolare, in cui si trovano i fasci vascolo-nervosi del collo. Più inferiormente, le cartilagini cricoide e aritenoidi producono dei rilievi sulla superficie laterale della faringe, che producono due incavature, i recessi piriformi. Nel fondo di ciascun recesso è apprezzabile la piega del nervo laringeo superiore, che decorre caudalmente e medialmente.
La faringe viene convenzionalmente divisa in tre porzioni tra loro comunicanti: la rinofaringe, l'orofaringe e la laringofaringe.

### Rinofaringe
Il rinofaringe è la parte superiore della faringe, il suo limite anteriore sono le coane, le due aperture posteriori della cavità nasale, separate dal setto nasale, mentre il suo limite postero-inferiore è l'istmo faringeo, uno spazio situato tra il margine posteriore del palato molle e la parete posteriore della rinofaringe, che la mette in comunicazione con l'orofaringe e tramite questa con la cavità orale. La volta della rinofaringe è concava e inclinata inferiormente, costituita dalla porzione posteriore del corpo dello sfenoide, è ricoperta da mucosa ed è occupata per buona parte dalla tonsilla faringea. La volta si continua inferiormente con la parete posteriore della rinofaringe, anch'essa leggermente concava e formata perlopiù dal muscolo costrittore superiore della faringe. Il pavimento della rinofaringe è costituito dalla superficie superiore del palato molle. Le pareti laterali della rinofaringe presentano su ciascun lato l'orifizio della tuba uditiva (o tromba di Eustachio), di forma triangolare, evidenziato superiormente e ai lati da una plica mucosa sporgente, il torus tubarius, che si origina a causa della presenza dell'estremità cartilagine formante la tuba uditiva che sporge all'interno della rinofaringe, ricoperta da mucosa. A partire dall'estremità posteriore del torus tubarius discende una plica mucosa, la piega salpingofaringea, che ricopre il muscolo salpingofaringeo; una seconda plica, la piega salpingopalatina, si estende dall'estremità antero-superiore del torus sino a livello dell'estremità posteriore del palato molle. Posteriormente all'orifizio della tuba uditiva giace la piccola tonsilla tubarica, superiormente si trova una depressione, la fossa sovratubarica, mentre posteriormente al torus tubarius si apre il piccolo recesso faringeo laterale (fossetta di Rosenmuller). La mucosa della rinofaringe è irrorata dal ramo faringeo dell'arteria mascellare interna e innervata dal ramo faringeo proveniente dal ganglio pterigopalatino; arteria e nervo decorrono entrambi nel canale palatovaginale. La rinofaringe presenta una porzione anteriore dove la mucosa è costituita da un epitelio ciliato pseudostratificato ricco di cellule caliciformi mucipare che sono intercalate tra una cellula e l'altra (epitelio respiratorio); tra le cellule si aprono anche gli orifizi dei canali delle minuscole ghiandole sierose, mucose o siero-mucose presenti nella mucosa e nella sottomucosa della rinofaringe. La porzione posteriore della rinofaringe è costituita da epitelio pavimentoso stratificato non cheratinizzato. Tra le due porzioni si distingue una piccola porzione intermedia che presenta cellule cilindriche provviste di microvilli apicali.

### Orofaringe
L'orofaringe è la porzione intermedia della faringe. Il suo limite superiore è il palato molle e il suo limite inferiore è il margine superiore dell'epiglottide. È in comunicazione superiormente con la rinofaringe, inferiormente con la laringofaringe e anteriormente con la cavità orale attraverso l'istmo delle fauci delimitato lateralmente dagli archi palatoglossi. La volta dell'orofaringe non esiste nella porzione posteriore mentre anteriormente è costituita dalla superficie inferiore del palato molle. Il palato molle è una grossa piega mucosa collocata posteriormente al palato duro, diretta postero-inferiormente, di consistenza più morbida e dal colorito rossastro, più scuro rispetto al palato duro. La sua superficie superiore e quella inferiore sono ricoperte da mucosa, ma la superiore presenta un epitelio respiratorio, mentre l'inferiore un epitelio stratificato non cheratinizzato. Nella mucosa sono presenti numerose ghiandole che costituiscono buona parte dello spessore del palato molle, mentre più profondamente è collocata la componente muscolare; sono piuttosto frequenti aggregati linfoidi. Il terzo anteriore del palato molle è il meno mobile perché costituito prevalentemente dall'aponeurosi palatina che lo unisce al palato duro e non da muscoli; l'aponeurosi palatina è a sua volta costituita dal prolungamento dei tendini del muscolo tensore del velo palatino. L'estremità posteriore del palato molle discende inferiormente in un processo a forma di goccia chiamato ugola, anch'esso ricoperto da mucosa e costituito internamente dal piccolo muscolo dell'ugola. Le pareti laterali dell'orofaringe sono costituite dagli archi palatofaringei posteriormente e dagli archi palatoglossi anteriormente. Gli archi palatoglossi originano dal palato molle e scendono inferiormente e anteriormente sino alla radice della lingua, contengono il muscolo palatoglosso mentre gli archi palatofaringei decorrono dalla porzione posteriore del palato molle alla parete della faringe e contengono il muscolo palatofaringeo. Tra i due archi ipsilaterali si viene a formare una nicchia, la fossa tonsillare, in cui è accolta la tonsilla palatina. La parete posteriore dell'orofaringe si continua superiormente con quella della rinofaringe ed è a livello di C2-C3. Le arterie che irrorano il palato molle sono un ramo palatino dell'arteria faciale e un ramo dell'arteria faringea ascendente, le vene invece drenano nel plesso pterigoideo. Il palato molle è innervato dal nervo palatino minore, mentre le pareti dell'orofaringe da rami del nervo glossofaringeo che trasportano informazioni riguardanti la sensibilità generale. Il nervo palatino minore trasporta anche la sensibilità gustativa derivante dai calici gustativi non collocati sulla superficie della lingua.

### Laringofaringe
La laringofaringe è la porzione inferiore della faringe. Il suo limite superiore è il margine superiore dell'epiglottide, il suo limite inferiore è il margine inferiore della cartilagine cricoidea, all'altezza del margine inferiore della sesta vertebra cervicale per poi continuare inferiormente nell'esofago. La parete posteriore della laringofaringe si continua con quella dell'orofaringe superiormente e dell'esofago inferiormente. La parete anteriore della porzione superiore della laringofaringe è idealmente l'adito laringeo, cioè la cavità d'ingresso per la laringe che poi decorre anteriormente alla laringofaringe. L'adito laringeo è delimitato superiormente e anteriormente dalla superficie inferiore dell'epiglottide. Lateralmente all'adito laringeo vi sono i due recessi piriformi che sono limitati medialmente dalla piega ariepiglottica e lateralmente dai margini della cartilagine tiroidea.

## Derivazione embriologica
La faringe è un organo esclusivo dei Cordati. È un organo metamerico, formato da archi uniti da una struttura dorsale. Nei Cordati primitivi e negli embrioni tra gli archi vi sono delle fessure: si ipotizza che la funzione originale della struttura fosse di filtrazione, anche se non vi sono prove di ciò. La metameria della faringe è divenuta con l'evoluzione sempre più eteronoma, ad esempio con la trasformazione dei primi due archi nelle mascelle.

## Patologia
La faringite, chiamata comunemente mal di gola, è un'infiammazione della faringe, acuta o cronica, che provoca difficoltà nel deglutire e talvolta può essere accompagnata da tosse e secrezione.
Il carcinoma faringeo è il tumore principale che affligge quest'organo, e origina nel collo o nella gola.
L'anello tonsillare di Waldeyer è un anello di tessuto linfoide che circoscrive il naso e l'orofaringe. Tutto ciò che penetra nel canale alimentare o nelle vie respiratorie attraversa questo anello, quindi la sua funzione consiste nel prevenire l'ingresso dei microrganismi dall'esterno innescando la risposta del sistema immunitario.

## Altri animali
Per convenzioni storiche, il termine faringe viene utilizzato come sostantivo femminile (La Faringe) nell’ambito dell’anatomia umana nonché nel gergo comune. Per quanto concerne invece l’anatomia animale e la zoologia, si tende ad utilizzare questo termine al maschile (Il Faringe).

### Vertebrati
Tutti i vertebrati hanno il faringe, che viene usato nell'alimentazione e nella respirazione. Il faringe si forma durante lo sviluppo in tutti i vertebrati dagli archi faringei, posti sui lati della testa. Questi danno origine a una serie di strutture differenti nel sistema scheletrico, muscolare e circolatorio. La struttura del faringe varia a seconda dei vertebrati, per esempio tra i cani, cavalli e ruminanti. Nei cani il nasofaringe è collegato alla cavità nasale mediante un singolo condotto. Le tonsille sono una massa compatta lontana dal lume del faringe. Nel cavallo il canale uditivo si apre nella sacca gutturale e le tonsille non sono compatte ma diffuse. I cavalli non riescono a respirare attraverso la bocca poiché l'apice libero dell'epiglottide rostrale giace dorsalmente al palato molle. Nei ruminanti le tonsille sono una massa compatta che punta verso il lume del faringe.
Le mascelle faringee sono delle mascelle "aggiuntive" contenute nel faringe di molte specie di pesci, che vanno distinte dalle mascelle primarie (orali). Le mascelle faringee sono state studiate nelle murene dove è palese la loro azione specifica. Quando la murena morde una preda, per prima cosa la cattura con le fauci orali, per poi portare in avanti le fauci faringee in modo tale da afferrare saldamente la preda. Le mascelle faringee poi si ritraggono, spingendo la preda lungo l'esofago del pesce, permettendo che venga inghiottita.

### Invertebrati
Anche gli invertebrati hanno il faringe. Tra essi vi sono i tardigradi, anellidi e artropodi e le priapulida (che hanno un faringe rovesciabile).

Il faringe dei nematodi è una formazione muscolare che si trova nella testa, triangolare in sezione trasversale, che ha la funzione di macinare il cibo e lo trasportarlo direttamente nell'intestino. 

Illustrazione delle fauci faringee di una murena
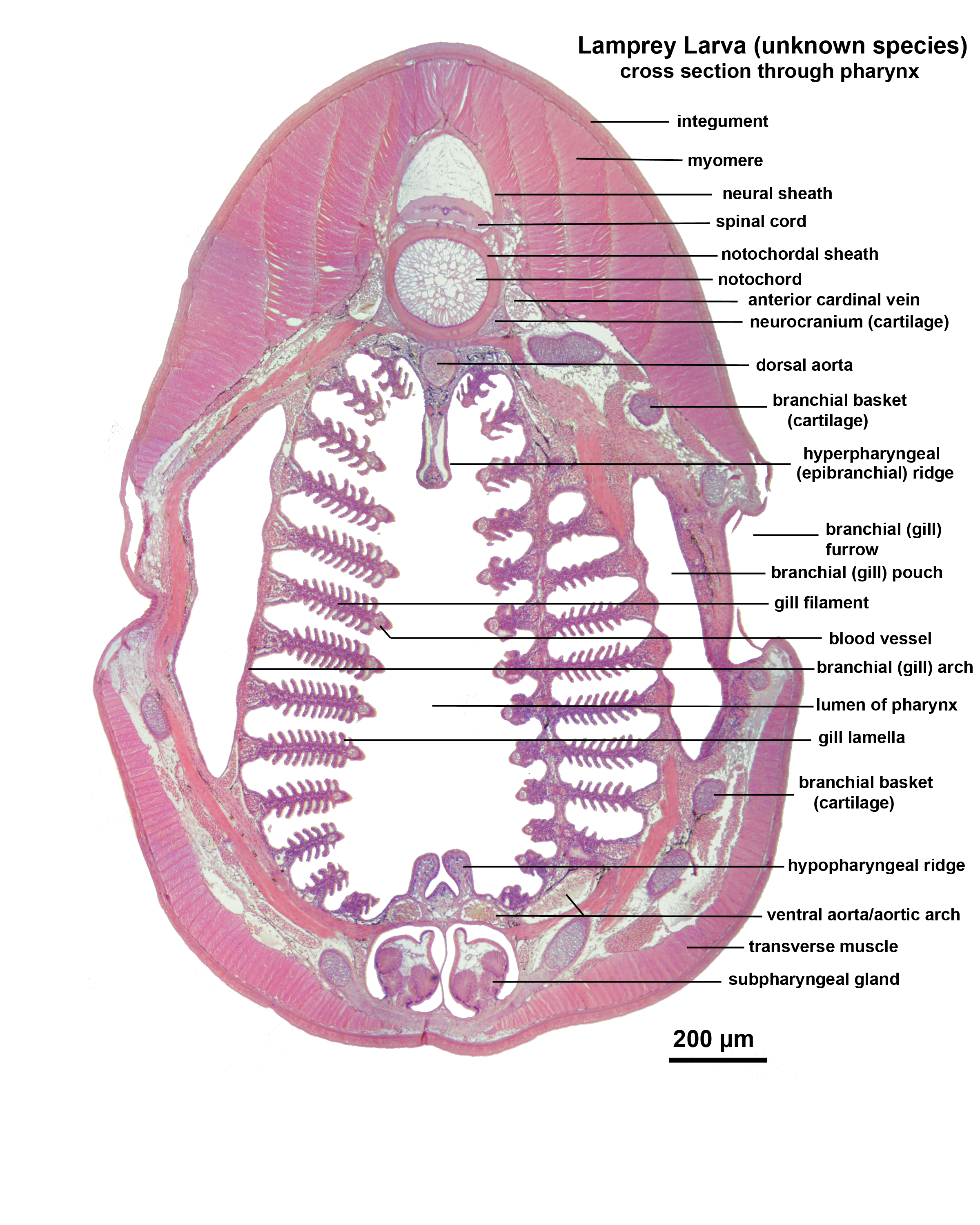
Sezione microscopica del faringe di una larva di una specie di lampreda
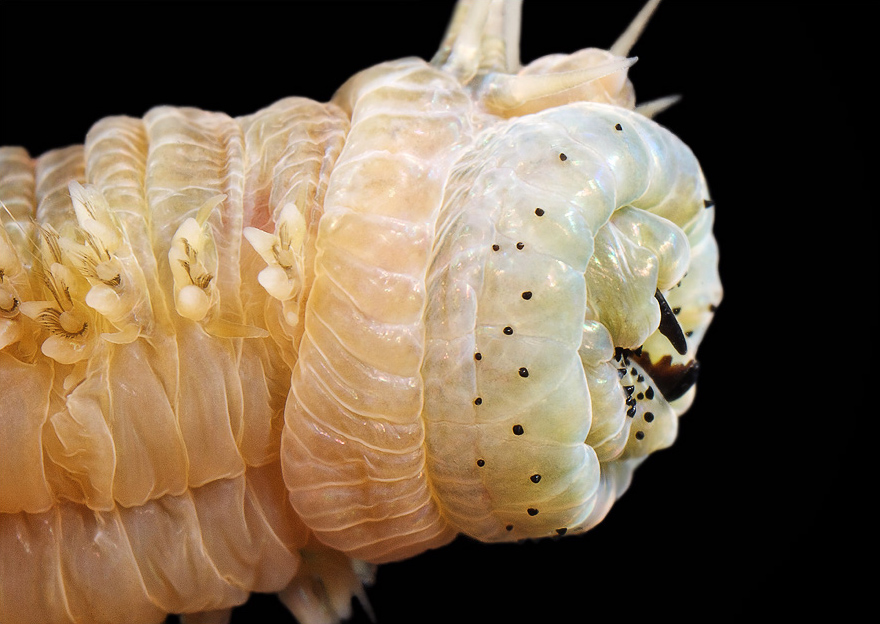
Faringe estroversa dell'Alitta virens